# Спрінг-Веллі (Кентуккі)
Спрінг-Веллі (англ. Spring Valley) — місто (англ. city) в США, в окрузі Джефферсон штату Кентуккі. Населення — 675 осіб (2020).

## Географія
Спрінг-Веллі розташований за координатами 38°17′49″ пн. ш. 85°36′37″ зх. д. / 38.29694° пн. ш. 85.61028° зх. д. (38.296890, -85.610149).  За даними Бюро перепису населення США в 2010 році місто мало площу 0,51 км², з яких 0,51 км² — суходіл та 0,00 км² — водойми.

## Демографія
Згідно з переписом 2010 року, у місті мешкали 654 особи в 235 домогосподарствах у складі 198 родин. Густота населення становила 1273 особи/км².  Було 241 помешкання (469/км²).
Расовий склад населення:
| - 91,7 % — білих - 3,5 % — чорних або афроамериканців - 3,1 % — азіатів |

До двох чи більше рас належало 1,7 %. Частка іспаномовних становила 1,2 % від усіх жителів.
За віковим діапазоном населення розподілялося таким чином: 26,9 % — особи молодші 18 років, 56,7 % — особи у віці 18—64 років, 16,4 % — особи у віці 65 років та старші. Медіана віку мешканця становила 44,1 року. На 100 осіб жіночої статі у місті припадало 97,6 чоловіків;  на 100 жінок у віці від 18 років та старших — 92,7 чоловіків також старших 18 років.
Середній дохід на одне домашнє господарство  становив 118 388 доларів США (медіана — 102 813), а середній дохід на одну сім'ю — 126 332 долари (медіана — 115 313). Медіана доходів становила 76 125 доларів для чоловіків та 58 750 доларів для жінок. За межею бідності перебувало 1,5 % осіб, у тому числі 0,0 % дітей у віці до 18 років та 0,0 % осіб у віці 65 років та старших.
Цивільне працевлаштоване населення становило 385 осіб. Основні галузі зайнятості: освіта, охорона здоров'я та соціальна допомога — 20,8 %, науковці, спеціалісти, менеджери — 15,8 %, фінанси, страхування та нерухомість — 13,5 %, роздрібна торгівля — 12,7 %.